# Nunca Más
Nunca Más é o relatório emitido pela Comissão Nacional sobre o Desaparecimento de Pessoas (CONADEP) da Argentina. É também conhecido como relatório Sabato, tendo recebido o nome do escritor Ernesto Sabato, que presidiu a comissão.

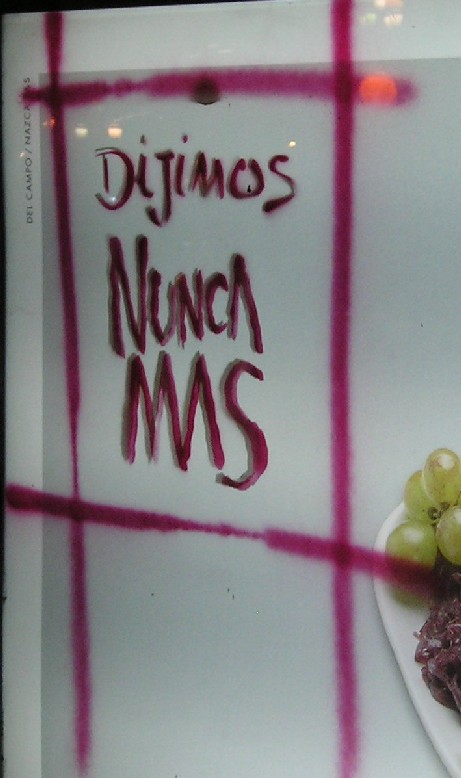
Grafiti em Buenos Aires, em outubro de 2006.

A comissão foi criada pelo presidente da Argentina Raúl Alfonsín (1927–2009) a 15 de dezembro de 1983. O objetivo era esclarecer os fatos ocorridos no país durante a ditadura militar instaurada em 1976. A sua missão era a de receber relatórios e denúncias sobre os desaparecimentos, os sequestros e as torturas acontecidos dentro daquele período às mãos do regime, e gerar relatórios a partir destes. Esse informe foi conhecido como Nunca más, e consistiu na documentação de uns 9.000 casos de desaparecimentos e na demonstração de que se tratava de um plano sistemático de extermínio e não meramente de “excessos”. Sua edição circulou massivamente (e segue circulando) e serviu de base ao julgamento e condenação dos máximos responsáveis militares, realizados em 1985. Destacou-se reiteradamente a excepcionalidade de uma devida condenação jurídica a responsáveis por uma ditadura.
A comissão entregou o seu relatório a 20 de setembro de 1984 ao presidente da República.
Esse relatório transformou-se no livro Nunca más, que o contém na íntegra.

## Membros
A comissão esteve integrada por:
- Ernesto Sábato (1911-2011, escritor)
- Ricardo Colombres ( 1921-1998, jurista)
- René Favaloro (1923-2000, cardiólogo, que depois renunciou)
- Hilario Fernández Long (1918-2002, engenheiro e educador)
- Carlos T. Gattinoni (Bispo da Igreja Evangélica Metodista Argentina)
- Horacio H. Huarte (deputado nacional)
- Gregorio Klimovsky (1922-2009, matemático e epistemólogo)
- Santiago M. López (deputado nacional)
- Marshall Meyer (1930-1993, rabino e ativista dos direitos humanos)
- Jaime de Nevares (1915-1995, bispo católico)
- Hugo D. Piucill (deputado nacional)
- Eduardo Rabossi (1930-2005, filósofo)
- Magdalena Ruiz Guiñazú (1935–, jornalista)

## Conotação e senso social
Foi uma ideia de Marshall Meyer colocar o título de Nunca Más ao relatório final porque foi o slogan usado originalmente por sobreviventes do Gueto de Varsóvia  para repudiar as atrocidades nazistas.
A frase "Nunca más" tem uma importante conotação social. No Julgamento das Juntas fez parte do discurso do promotor Julio César Strassera:
| “ | "Senhores juízes: quero renunciar expressamente a qualquer pretensão de originalidade para encerrar esta requisitória. Quero usar uma frase que não me pertence, porque pertence já a todo o povo argentino. Senhores juízes: nunca más!" | ” |

Nesse momento as pessoas aplaudiram e gritaram, vendo julgados pela justiça em democracia os que executaram o golpe militar mais sangrento da história argentina. Muitos deles eram familiares, amigos, companheiros, filhos e sobreviventes dos assassinados durante o golpe militar. A partir desse momento, dizer "nunca más" era uma regra a seguir, significava o desejo de não voltar nunca a essa época, de não voltar a tropeçar com a mesma pedra, e permaneceu intacta, indiscutida, e impoluta na sociedade argentina, convocada constantemente por artistas, políticos e pessoas de renome na Argentina e no mundo. Múltiplas edições do relatório da Comissão Nacional sobre o Desaparecimento de Pessoas (CONADEP) foram feitas por diferentes escritores e editoriais.